# Gillis Sahlin
Axel Gillis Sahlin, född 30 augusti 1901 i Jönköping, död 29 juli 1984, var en svensk musiker, konstnär och grafiker.
Han var son till filhuggaren Nils Johan Alfred Sahlin och Anna Eklöf och bror till konstnären Olof Sahlin. Han arbetade som sjöman fram till 1924 innan han studerade konst vid Skånska målarskolan i Malmö och vid Otte Skölds målarskola i Stockholm 1928 samt privatlektioner för Birger Ljungquist och under studieresor till Tyskland, England, Danmark och Finland. Separat ställde han bland annat ut i Helsingborg, Studio Schrader i Köpenhamn och på Konstsalong Avenyen 4 i Göteborg. Han medverkade i samlingsutställningar arrangerade av Helsingborgs konstförening på Vikingsberg och Kulla konst i Höganäs. Som medlem i konstnärsgruppen Skånsk treklöver 1950–1960 medverkade han i gruppens Europautställningar och på ett 30-tal platser i Sverige. Hans konst består av dekorativa arbeten, hamnvyer, interiörer, stämningsmättade strandmotiv, senare även silhuetter i blå pastell mot gul fond han målade även i mindre omfattning med olja. Han studerade under några år musik och tillhörde som violinist Yngve Flyckts kapell i Stockholm. Sahlin finns representerad vid  Nationalmuseum Norrbottens museum, Arbetarnas bildningsförbunds konstsamling i Helsingborg och Institut Tessin i Paris.
Gillis Sahlin är begravd på Pålsjö kyrkogård i Helsingborg.